# Homalomena argentea
Homalomena argentea är en kallaväxtart som beskrevs av Henry Nicholas Ridley. Homalomena argentea ingår i släktet Homalomena och familjen kallaväxter. Inga underarter finns listade.